# Ja sooo!
Pour plus de détails, voir Fiche technique et Distribution.
Ja sooo! (titre français : Ah bon !) est un film suisse réalisé par Leopold Lindtberg sorti en 1935.

## Synopsis
L'épicier Jakob Stäubli voudrait vivre près de sa fille Nellie qui travaille dans un salon de beauté de Zurich. Il vend son commerce et déménage avec sa femme Frieda loin de son petit village dans la grande ville.
Nellie vit avec André Brugger, un Bâlois malpropre. Il est moins intéressé par Nellie que par l'argent de son père. Mais le vieux Stäubli voit vite son jeu.
Il découvre les phénomènes de la ville comme la circulation automobile, le hockey sur glace ou les salons de beauté ou de danse à la manière de Don Quichotte.
Dans la voiture de Xaver Casutt, originaire des Grisons, ancien amour de jeunesse de Nellie, il retourne vivre dans son village.

## Fiche technique
- Titre : Ja sooo!
- Réalisation : Leopold Lindtberg
- Scénario : Max Werner Lenz (de), Walter Lesch
- Musique : Robert Blum
- Photographie : Emil Berna
- Montage : Käthe Mey
- Production : Lazar Wechsler
- Sociétés de production : Praesens-Film
- Société de distribution : Praesens-Film
- Pays d'origine :  Suisse
- Langue : suisse allemand
- Format : Noir et blanc - 1,37:1 - Mono - 35 mm
- Genre : Comédie
- Durée : 84 minutes
- Dates de sortie :
  - Suisse : 20 mars 1935.
  - France : 9 août 1935[1].

## Distribution
- Emil Hegetschweiler : Jakob Stäubli
- Hedwig Keller : Frieda Stäubli, sa femme
- Elsie Attenhofer : Nellie Stäubli, leur fille
- Fritz Ritter : André Brugger
- Max Werner Lenz : M. Ragaz
- Armin Schweizer (de) : M. Giezendanner
- Robert Trösch : M. Meili
- Hilde Herter : Mme Meili
- Traute Carlsen (de) : Mme Schusska
- Mathilde Danegger : Sophie
- Trudi Stössel : La femme de chambre
- Heinrich Gretler : L'artisan
- Zarli Carigiet (de) : Xaver Casutt
- Alois Carigiet : Le père de Xaver
- Marcel Marminot : M. Ziegler

## Source de la traduction
- (de) Cet article est partiellement ou en totalité issu de l’article de Wikipédia en allemand intitulé « Ja sooo! » (voir la liste des auteurs).